# Abraxas crocea
Abraxas crocea är en fjärilsart som beskrevs av Rayner 1920. Abraxas crocea ingår i släktet Abraxas och familjen mätare. Inga underarter finns listade i Catalogue of Life.